# Estadio La Huerta
El Estadio La Huerta, anteriormente conocido como Estadio Dr. Nicolás Leoz, es un estadio de fútbol de Paraguay. Está situado en el barrio Las Mercedes, al noreste de la ciudad de Asunción. Se desempeña como local el Club Libertad.
Con el festejo del centenario en 2005, el club Libertad conoció de la remodelación total de su estadio, y pasó a llamarse Dr. Nicolás Leoz en honor al presidente de la CONMEBOL, expresidente e hincha del gumarelo. El 14 de febrero de 1954 albergó el encuentro por las eliminatorias rumbo al mundial de Suiza 1954 entre Paraguay y Chile, la albirroja se impuso con un contundente 4 a 0 ante 15 000 espectadores. 
El 21 de marzo también de 1954 llegó el gran partido entre Paraguay y Brasil, otra vez en cancha de Libertad, repleta. Era la única capaz de albergar un público más o menos interesante. Hasta se construyeron palcos fuera del predio para que la muchachada puede observar el encuentro. El encuentro lo ganó Brasil por 1 a 0. 
El 8 de marzo de 2011, se llevó a cabo el primer partido oficial a nivel internacional entre el dueño de casa y el Universidad San Martín de Porres de Perú, al que venció por el marcador de 5 a 1 en el marco del Grupo 1 de la Copa Libertadores 2011. Y lo más sorprendente de ese partido con el que el estadio se "bautizó internacionalmente" es que el Club Libertad empezó el partido perdiendo 1 a 0, el cual terminó ganando 5 a 1.
Las dimensiones del campo de juego son de 101 metros de largo por 68 metros de ancho. Cuenta también con una imponente lumínica, la cual es considerada entre una de las mejores del país. El césped del estadio también es muy bonito y muy bien tratado por lo que también es considerado uno de los mejores céspedes de las canchas paraguayas de fútbol.
Originalmente, el estadio tenía una capacidad para aproximadamente 10 000 espectadores. Sin embargo, en 2024, el club inició un proyecto de remodelación con el objetivo de ampliar la capacidad a 15 000 espectadores. Estas obras incluyeron la instalación de nuevas graderías en las cabeceras del estadio y otras mejoras significativas.

## Orígenes y primeras instalaciones
Tras su fundación en 1905, el Club Libertad se estableció en un predio donado por la familia Andreani en el barrio Las Mercedes. Esta área era conocida por las huertas cultivadas por familias italianas, especialmente de repollos, lo que llevó a que los seguidores del club fueran apodados "repolleros".

## Remodelaciones y ampliaciones recientes
Tras su fundación en 1905, el Club Libertad se estableció en un predio donado por la familia Andreani en el barrio Las Mercedes. Esta área era conocida por las huertas cultivadas por familias italianas, especialmente de repollos, lo que llevó a que los seguidores del club fueran apodados "repolleros".

## Características técnicas
El estadio cuenta con una superficie de césped natural y, tras las remodelaciones, una capacidad aproximada de 15 000 espectadores. Las dimensiones del campo de juego son de 105 metros de largo por 68 metros de ancho.